# المدينة العلياء (شرس)

تعديل مصدري - تعديل

المدينة العلياء هي إحدى قرى عزلة شرس الاعلى بمديرية شرس التابعة لمحافظة حجة، بلغ تعداد سكانها 227 نسمة حسب تعداد اليمن لعام 2004.